# Condado de Cortland
El condado de Cortland (en inglés: Cortland County) fundado en 1788 es un condado en el estado estadounidense de Nueva York. En el 2000 el condado tenía una población de 48,599 habitantes en una densidad poblacional de 38 personas por km². La sede del condado es Cortland.

## Geografía
Según la Oficina del Censo, el condado tiene un área total de 1300 km² (501,9 mi²), de la cual 1295 km² (500 mi²) es tierra y 5 km² (1,9 mi²) (0.37%) es agua.

### Condados adyacentes
- Condado de Onondaga - norte
- Condado de Madison - noreste
- Condado de Chenango - este
- Condado de Broome - sureste
- Condado de Tompkins - suroeste
- Condado de Tioga - suroeste
- Condado de Cayuga - noroeste

## Demografía
En el 2000 la renta per cápita promedia del condado era de $34,364, y el ingreso promedio para una familia era de $42,204. En 2000 los hombres tenían un ingreso per cápita de $30,814 versus $22,166 para las mujeres. El ingreso per cápita para el condado era de $16,622 y el 15.50% de la población estaba bajo el umbral de pobreza nacional.

## Transporte

### Principales carreteras
- Interestatal 81
- U.S. Route 11
- Ruta Estatal de Nueva York 13
- Ruta Estatal de Nueva York 41
- Ruta Estatal de Nueva York 90
- Ruta Estatal de Nueva York 392

## Localidades
- Blodgett Mills (lugar designado por el censo)
- Cincinnatus (pueblo)
- Cortland West (lugar designado por el censo)
- Cortland (ciudad)
- Cortlandville (pueblo)
- Cuyler (pueblo)
- Freetown (pueblo)
- Harford (pueblo)
- Homer (pueblo)
- Homer (villa)
- Lapeer (pueblo)
- Marathon (pueblo)
- Marathon (villa)
- McGraw (villa)
- Munsons Corners (lugar designado por el censo)
- Preble (pueblo)
- Scott (pueblo)
- Solon (pueblo)
- Taylor (pueblo)
- Truxton (pueblo)
- Virgil (pueblo)
- Willet (pueblo)

=> Entre paréntesis la forma de gobierno.